# Рихтер непокорённый
«Рихтер непокорённый» (фр. Richter, L'Insoumis; англ. Richter: The Enigma) — французский документальный фильм 1998 года режиссёра Брюно Монсенжона. Призёр кинофестиваля FIPA.

## Сюжет
В основе фильма — дневники выдающегося музыканта XX века Святослава Теофиловича Рихтера и его интервью Брюно Монсенжону. Монолог гения о жизни и творчестве, любви, удачах и трагедиях.
Брюно Монсенжон: «Всё, что говорит Рихтер — это не придумано, это его естественная природа, истинная сущность. Мои главные впечатления — его искренность, чистота артиста. Он в каком-то смысле — невинный человек. Он один из самых редких музыкантов в этом смысле. То, что он жил только искусством и только для искусства».